# سوتین ورزشی
سوتین ورزشی نوعی از سوتین است که جهت پشتیبانی از پستان‌‌های فرد در زمان فعالیت‌های ورزشی استفاده می‌شود. سینه‌بندهای ورزشی قوی تر از سینه‌بندهای معمولی هستند که حرکت و ناراحتی حاصل از آن را به حداقل می‌رسانند. بسیاری از افراد از سینه‌بند ورزشی استفاده می‌کنند تا درد و ناراحتی فیزیکی ناشی از حرکت پستانها در زمان ورزش را کاهش بدهند. بسیاری از سینه بندهای ورزشی طوری طراحی شده‌اند که در زمان فعالیت‌هایی مانند دویدن به عنوان لباس خارجی استفاده شوند. همچنین سینه بندهای ورزشی با پد اضافی برای تمریناتی که نوعی ضربه به سینه‌ها را شامل می‌شود وجود دارند.